# دائرة القنادسة
دائرة القنادسة إحدى دوائر ولاية بشار الجزائرية . عاصمتها هي القنادسة وتضم بلديات : 
- القنادسة
- مريجة